# Мніх-Осьродек
Мніх-Осьродек (пол. Mnich-Ośrodek) — село в Польщі, у гміні Опорув Кутновського повіту Лодзинського воєводства.
Населення — 367 осіб (2011).
У 1975-1998 роках село належало до Плоцького воєводства.

## Демографія
Демографічна структура станом на 31 березня 2011 року:
|          | Загалом | Допрацездатний вік | Працездатний вік | Постпрацездатний вік |
| -------- | ------- | ------------------ | ---------------- | -------------------- |
| Чоловіки | 183     | 41                 | 122              | 20                   |
| Жінки    | 184     | 24                 | 104              | 56                   |
| Разом    | 367     | 65                 | 226              | 76                   |